# Antonius von Dortmund
Antonius von Dortmund (* im 14. Jahrhundert; † 3. Mai 1429) war Titularbischof in  Athyra und Weihbischof in mehreren Bistümern.

## Leben
Die Herkunft des Antonius von Dortmund ist nicht überliefert.
Er  gehörte zum Minoritenorden und diente im Kloster Münster.  Am 15. Januar 1392 erhielt er seine Ernennung zum Titularbischof von Athyra und trat die Nachfolge des verstorbenen Dietrich von Wissel an. Damit war er auch Weihbischof in Münster. 1401 folgte die Ernennung zum Weihbischof von Osnabrück und im Jahr darauf für das Bistum Paderborn.  Schließlich wurde er 1420 auch noch Weihbischof von Hildesheim. In diesen Ämtern blieb er bis zu seinem Tode.
Antonius stiftete am 11. Oktober 1428 jedem Minoritenkloster im Bereich Westfalens (Münster, Soest, Dortmund, Osnabrück, Paderborn, Herford und Höxter) vier Rheinische Goldgulden für liturgische Zwecke.

## Weihehandlungen
- 23. Juni 1426 Wiederheiligung der entweihten  Johanniterkommende Lage